# 戴宏杰
戴宏杰（1966年5月2日—），美国华人化学家和应用物理学家，斯坦福大学化学系教授。在碳纳米管领域是领军人物。曾经被《科学观察》杂志评选为世界前一百位化学家。

## 生平
1989年毕业于清华大学物理系，1991年毕业于哥伦比亚大学应用科学系，1994年毕业于哈佛大学应用物理系，师从查尔斯·利伯。1997年进入斯坦福大学担任助理教授。

## 荣誉
2004年被选为清华大学第六批长江学者讲座教授。2009年被选为美国文理科学院院士，2011年被选为美国科学促进会会员。
2016年被选为美国国家科学院院士。